# Guyencourt-Saulcourt
Guyencourt-Saulcourt è un comune francese di 129 abitanti situato nel dipartimento della Somme nella regione dell'Alta Francia.

## Società

### Evoluzione demografica
Abitanti censiti